# Kassiópi
Kassiópi (grec moderne : Κασσιόπη) est une localité située dans le dème de Corfou-Nord, dans le district régional de Corfou, dans la périphérie des Îles Ioniennes, en Grèce.
Selon le recensement de 2021, elle compte 988 habitants.

## Cité antique
La ville fut fondée au IIIe siècle av. J.-C. par le roi d'Epire Pyrrhus Ier. À l'époque romaine, Kassiópi était, à côté de Corfou, la cité la plus importante de l'île.
La première mention historique de Kassiópi relate que Cicéron a séjourné dans le village durant 7 jours en 48 av. J.-C. et il est avéré que l'empereur Néron visita Kassiópi en l'an 67 de notre ère et qu'il chanta une ode en l'honneur du Dieu suprême dans le sanctuaire de Zeus, jadis situé près de l'église actuelle de Panagía Kassopítra. L'empereur Tibère, quant à lui, aurait possédé une résidence à Kassiópi.

## Temple de Zeus
À proximité de l'église actuelle de Panagía Kassopítra, il existait un temple voué à Zeus dont les vestiges ont été découverts au sud de l'église en 1970.

## Église Panagía Kassopítra
L'église actuelle Panagía Kassopítra était à l'origine une basilique à trois nefs construite pour les chrétiens orthodoxes grecs, située près du temple de Zeus. En 1537 la basilique fut détruite par les Ottomans et elle ne fut reconstruite, en tant qu'église catholique, qu'en 1590-91 par les Vénitiens. Cette église fut remise aux orthodoxes grecs au début du XVIIe siècle.
Au-dessus du portail d'entrée on peut observer une inscription en latin qui mentionne les noms des personnes qui avaient participé à sa construction. Sont mentionnés le gouverneur vénitien Petro Francisco Malipetro, Philippo Pascalico qui a agrandi l'église par la suite et Nicolao Suriano qui a réalisé la décoration intérieure.

### 8 mai, jour férié en commémoration d'une légende
En 1530, un jeune homme se prénommant Stephanós a été condamné à l'aveuglement par le bourgmestre Simon Lion pour une affaire de vol. Après sa punition, sa mère l'aurait emmené dans l'église Panagía Kassopítra où il se serait réveillé le lendemain matin en ayant retrouvé toutes ses facultés visuelles.
Ce miracle est attribué à la sainte Matrone, la sainte de Kassiópi. Depuis cet évènement, le 8 mai est devenu un jour férié dans le village.

## Forteresse
D'origine byzantine, la forteresse de Kassiópi (en) fut conquise en 1081 par Robert Guiscard et son fils Bohémond de Tarente. Au XIe siècle, les Normands dominaient de vastes étendues de la mer Adriatique et de la mer Ionienne, et, de ce fait, également Corfou durant quelques années. Près de Kassiópi eut lieu trois batailles navales en 1084 durant laquelle les Normands affrontèrent la flotte vénitienne. La mort de Robert Guiscard sur Céphalonie en 1085 permit à Alexis Ier Comnène de reprendre possession de Corfou. La forteresse résiste à un siège des Vénitiens en 1127. En 1267, les Anjou du royaume de Naples devinrent les maîtres de Corfou et occupèrent la forteresse avant qu'elle ne soit reprise par les Vénitiens en 1386.